# Hällgrundet (Brändöskär)
Hällgrundet is een langwerpig Zweeds eiland behorende tot de Lule-archipel in het noorden van de Botnische Golf. Het is een satellieteiland van het veel grotere Brändöskär. Op zich is het een zandbank, doch is plaatselijk bekend vanwege een beeld van Jezus Christus, dat de plaatselijke kunstenaar Erik Marklund hier heeft neergezet in de jaren 50. Het heeft geen verbinding met zijn grote broer.